# Лејквуд Парк (Флорида)
Лејквуд Парк (енгл. Lakewood Park) насељено је место без административног статуса у америчкој савезној држави Флорида.

## Демографија
По попису из 2010. године број становника је 11.323, што је 865 (8,3%) становника више него 2000. године.
| Група             | 2000.         | 2010.         |
| Белци             | 9.428 (90,2%) | 9.075 (80,1%) |
| Афроамериканци    | 552 (5,3%)    | 1.124 (9,9%)  |
| Азијати           | 65 (0,6%)     | 174 (1,5%)    |
| Хиспаноамериканци | 266 (2,5%)    | 741 (6,5%)    |
| Укупно            | 10.458        | 11.323        |